# 太平庄满族乡
太平庄满族乡，是中华人民共和国河北省承德市隆化县下辖的一个乡镇级行政单位。

## 行政区划
太平庄满族乡下辖以下地区：
太平庄村、北甸子村、幸福村、南甸子村、套鹿沟村、小黄旗村、小两间房村、周家营村、七道沟村、兴隆庄村和马栅子村。